# 60 Leonis
60 Leonis, som är stjärnans Flamsteed-beteckning, är en ensam stjärna, belägen i den norra delen av stjärnbilden Lejonet och har även Bayer-beteckningen b Leonis. Den har en skenbar magnitud av ca 4,40 och är svagt synlig för blotta ögat där ljusföroreningar ej förekommer. Baserat på parallaxmätning inom Hipparcosuppdraget på ca 25,7 mas, beräknas den befinna sig på ett avstånd på ca 127 ljusår (ca 39 parsek) från solen. Den rör sig närmare solen med en heliocentrisk radialhastighet på ca -11 km/s.

## Egenskaper
60 Leonis är en vit till blå Am-stjärna i huvudserien av spektralklass A1 Vm även om LeBlanc et al. (2015) anser den vara en Ap-stjärna. Stjärnans atmosfär visar tydliga tecken på stratifiering av järn utan att det kunnat observeras något signifikant magnetfält. Den har en massa som är ca 2,1 solmassor, en radie som är ca 1,8 solradier och utsänder från dess fotosfär ca 24 gånger mera energi än solen vid en effektiv temperatur av ca 9 500 K.